# Vadicska Zsolt
Vadicska Zsolt (Kunhegyes, 1969. április 16. –) magyar labdarúgó, kétszeres magyar kupagyőztes. A Szolnoki MÁV FC csapatában nevelkedett, majd Egerben folytatta, és onnan egyenes utat vett az első osztály felé a Diósgyőri FC által, de itt még nem szerepelt az „A” csapatban. De felfigyelt rá a Debreceni VSC együttese és le is csaptak rá.
2001-ben megkapta az „Év Loki-játékosa” címet.
Jelenleg a Debreceni Labdarúgó Akadémia technikai vezetője, valamint a DVSC U14-es csapatának edzője.

## Sikerei, díjai

### Klub
- Debreceni VSC:
  - Magyar kupa: 1998–99, 2000–01

### Egyéni
- Zilahi-díj: 2000